# КалПа
КалПа (фин. Kalevan Pallo) — финский хоккейный клуб из Куопио, выступает в Лииге. Основан в 1929 году.

## История
Клуб создан в 1929 году. Полное название компании, владеющей клубом, KalPa Hockey Oy. Основными владельцами клуба являются игроки НХЛ Сами Капанен (50,5 %) и Киммо Тимонен (8 %).
Во время локаута 2004—2005 годов Капанен, Тимонен и еще один игрок из НХЛ Адам Халл выступали за «КалПа» в Местис (второй по значимости после СМ-Лиги дивизион финского хоккея). После победы в лиге в том сезоне «КалПа» вернулся в СМ-Лигу впервые с 1999 года.
В 2018 году «КалПа» обыграл сборную Канады в Кубке Шпенглера и стал первым финским клубом, выигравшим турнир.

## Достижения
Лиига
- Чемпион Финляндии: 2025.
- Серебряный призёр (2): 1991, 2017.
- Бронзовый призёр: 2009.